# Scaevola paludosa
Scaevola paludosa är en tvåhjärtbladig växtart som beskrevs av Robert Brown. Scaevola paludosa ingår i släktet Scaevola och familjen Goodeniaceae. Inga underarter finns listade i Catalogue of Life.